# Karel Vinck
Karel Vinck est un ingénieur civil (génie civil et électromécanique), diplômé de la KUL (Université catholique de Louvain), et de l’Université de Gand (diplôme en gestion de production), doté d’une maîtrise en ingénierie de l'Institut Commercial de Nancy et d’un MBA (maîtrise en administration des affaires) à la l'Université Cornell (États-Unis). 

Directeur général des chemins de fer belges (de 2002 à 2005) cet ancien directeur général d’Eternit et de Bekaert (de 1985 à 1994), devenu président (et encore président d’honneur) de l'organisation patronale flamande VEV, est ou a aussi été administrateur de Fina (devenu Total), de Suez-Tractebel, d’Eternit et de plusieurs autres grandes entreprises [Bekaert, Tessenderlo (directeur depuis 2008), Eurostar, Cumerio, Padaeng Industry Public Company Limited
(Exploitations minières et métallurgie dont il est directeur depuis 2008], et de l’Université catholique de Louvain[pas clair].
Cet homme d'affaires (industriel et financier) a au cours de sa vie professionnelle restructuré plusieurs entreprises dont Bekaert, l’Union minière (devenu Umicore) et Sibelco. Il a été juridiquement impliqué dans le scandale de l'amiante.

## Élément de biographie
- En 1971, Karel Vinck entre dans le groupe Eternit ; il est d'abord consultant (jusqu'en 1973) pour Eternit en Italie, puis nommé (de 1973 à 1975) administrateur délégué (soit : directeur général en France) d’Eternit Italie, puis administrateur délégué entre 1975 et 1978[4].
- De 1978 à 1983, il est administrateur délégué au sein du Holding Compagnie Financière d’Eternit (holding situé à l'amont du réseau des entreprises Eternit)[6],[4].
- De 1985 à 1994, il est administrateur de Bekaert où il lance plusieurs plans de restructuration et pousse le concept de qualité totale), puis occupe des postes importants dans l'Union Minière (ex-Union minière du Haut Katanga, au sein de la SGB)[4].
- En 1995, il prend en charge la restructuration du groupe et son démantèlement en plusieurs entités autonomes : Umicore, Nyrstar (activités métallurgique zinc et plomb), Cumerio (consacré au cuivre), tout en entrant au comité stratégique de la Société Générale de Belgique (importante dans le capital d’Eternit) qui avait été acquise par Suez en 1989[4].

- En 2008 (novembre) Karel Vinck est remplacé par Thomas Leysen à la présidence du conseil d'administration d’Umicore[4].

- En 2005, comme président du conseil d'administration de l’International School of Management (ISM), Karel Vinck engage un rapprochement avec le MBA de la Vlerick School)[4].

- Après avoir été appelé à la SNCB pour assainir sa situation commerciale (de 2002 à février 2005)[7], Karel Vinck, a aussi travaillé dans le secteur ferroviaire pour le compte de la Commission européenne en prenant la tête du CER (Community of European Railway and Infrastructure Companies) où il est coordinateur européen, chargé du déploiement du système européen de gestion du trafic ferroviaire (ERTMS) qui implémente la numérisation, automatisation des chemins de fer, le suivi et navigation par satellite et cherche à améliorer l’interopérabilité ferroviaire dans tout l’Europe… pour un dispositif efficace d'arrêt automatique des trains ETCS (European Train Control System)[8], en s’appuyant sur un système de radio-trains GSM-R (Global System for Mobile Communications – Railway[8]). Il a été nommé à ce poste (rémunéré) en juillet 2005, puis y a été renommé le 12 mars 2014[1]. En 2005, quand il quitte la SNCB, il s'occupait aussi d'une école de management à Saint-Pétersbourg et disait vouloir en créer une autre à Kinshasa[9].

- En 2006, comme d’autres dirigeants d’Eternit dans le cadre du scandale de l'amiante, Karel Vinck est condamné (par un tribunal italien) à trois ans de prison avec sursis pour homicide involontaire, pour des faits remontant à l’époque  (1973-1975) où il était administrateur délégué de la multinationale Eternit en Italie, responsable de cinq sites de production d’Eternit où des ouvriers sont morts d’asbestose pour y avoir travaillé sans protection. 
Selon Andrea Palmieri (substitut du parquet), « les cadres d'Eternit ont, dans une large mesure, négligé les risques de la manipulation de l'amiante pour la santé. (…) Ils n'ont pas fait le moindre effort pour informer les ouvriers des conséquences possibles et n'ont pris aucune mesure pour les protéger[10]. » Karel Vinck a interjeté en appel pour ce jugement estimant avoir été « à l'origine d'un certain nombre d'investissements permettant d'humidifier le processus de production et de réduire l'émission des poussières liées à la manipulation de l’amiante » et avoir « créé au sein d'Eternit une société de recherche chargée de plancher sur la substitution de l'amiante dans les matériaux »[10]. À la suite d'une autre plainte en Italie pour les mêmes motifs, il a été acquitté en 2009 par la cour d'appel de Catane, mais une nouvelle plainte a été déposée contre lui pour homicide involontaire (pour protection insuffisante du personnel).

- À partir de 2008, il est directeur du Théâtre Royal de la Monnaie, du Brussels Philharmonic et de Monnaie Invest SA.
Il est également président du Conseil flamand de la politique scientifique.

## Fortune
Selon Walmine : en tant que président d'honneur d'Umicore, il touche 79 000 €. À noter que neuf cadres d’Umicore bénéficient d'une rémunération supérieure ; Marc Grynberg étant le mieux payé avec 2 672 410 €.

## Reconnaissance
- Manager de l'année (élu par les lecteurs de weekly business magazine en 1994).
- European Railway Award (en 2012).

Remarque : un « Prix Karel Vinck » (25 000 euros) est destiné à soutenir une bourse MBA pour un ingénieur civil aux États-Unis, créé en lien avec la Belgian American Educational Foundation Inc., à l'initiative de cinq entreprises belges : SNCB, SNCB-Holding, Infrabel, ABX Logistics et UMICORE « pour rendre hommage à Karel Vinck et souligner son action décisive dans le développement de ces entreprises ».